# グスタフ・ラガービエルケ
グスタフ・ヨハン・ラガービエルケ（Gustaf Johan Lagerbielke, 2000年4月10日 - ）は、スウェーデン・ストックホルム県ストックホルム出身のプロサッカー選手。スコティッシュ・プレミアシップ・セルティックFC所属。ポジションはDF。

## クラブ経歴
地元ストックホルムのユースチームを経て、2017年にAIKソルナに入団。翌年トップチームに昇格後、3部リーグのソーレントゥーナFKにローン移籍。2019年シーズンより完全移籍となり、2020年シーズンはリーグ戦29試合に出場。2021年にスーペルエッタン (2部リーグ)のヴェステロースSK に移籍し、リーグ戦15試合2ゴールを記録したところで、同年8月にIFエルフスボリに移籍。加入後は出場機会に恵まれなかったものの、2022年シーズン途中にデーゲルフォルシュIFのローン移籍し、14試合3ゴールと活躍。2023年シーズンにIFエルフスボリに復帰し、同年シーズンは途中まで16試合2ゴールと最終ラインに定着した。
2023年8月16日、セルティックFCと5年契約を締結したことが発表された。

## 代表経歴
2017年よりユース世代のスウェーデン代表に招集。2023年1月にフル代表に初招集。同月12日のアイスランド戦で先発で起用され、代表戦初出場。90分間フル出場し2-1で勝利した